# Danna Paola (álbum)
Danna Paola es el cuarto álbum de estudio y primer álbum homónimo de la cantante mexicana, Danna Paola. Fue publicado el 5 de junio de 2012 por Universal Music México. El álbum se grabó durante 2010 y 2011, y a principios de 2012, en Miami, Los Ángeles y la Ciudad de México.
Musicalmente, el sonido del álbum es diverso e incorpora una variedad de géneros musicales que van desde balada romántica al pop con resonancias electrónicas. Tras su lanzamiento, el álbum recibió críticas favorables.
El álbum está compuesto por diez temas y una versión del tema «No puedo olvidarlo» del grupo Boquitas pintadas. Los sencillos «Todo fue un show», «Agüita» y «No es cierto» a dueto con Noel Schajris.
El 13 de agosto de 2013, se publicó la edición de lujo del disco, incluyendo once temas de la primera edición y dos canciones inéditas, «Agüita» y «No es cierto», en dos versiones.

## Sencillos
«Ruleta» es el primer sencillo del álbum, lanzado el 13 de febrero de 2012, a través de descarga digital. La canción es del género teen pop, que habla acerca de las sensaciones de un amor adolescente. La canción fue escrita por la cantante y compositora mexicana Paty Cantú. El video musical se grabó en enero de 2012 y fue lanzado en marzo de ese mismo año, en su canal oficial en VEVO. 
«Todo fue un show» es el segundo sencillo, lanzado el 11 de junio de 2012. Esta balada romántica describe un amor no correspondido, en la cual Paola transmite una imagen más madura. La canción fue escrita por Dany Tomás y José Luis Roma, integrante del dúo mexicano, Río Roma.
«No es cierto» es el tercer sencillo del álbum y el primero de la edición deluxe, en colaboración con Noel Schajris. Fue confirmado por Danna Paola, a través de sus redes sociales, en marzo de 2013. La canción fue lanzada en la tienda digital de música, iTunes, el 8 de abril de 2013. La balada proviene de la composición de Schajris y Leonel García. Se grabaron dos versiones de la canción; una a dúo con Noel Schajris y otra en versión acústica, también con Schajris.
«Agüita» es el cuarto sencillo del álbum y el segundo de la reedición del álbum homónimo, lanzado el 22 de julio de 2013. Es producido por los compositores chilenos, Javiera Mena y Cristián Heyne. La canción, de sonido electro-pop, se estrenó por primera vez en los MTV Millennial Awards. Es el tema central de la segunda temporada de Niñas Mal, serie juvenil de MTV Latinoamérica.

## Lista de canciones
- Edición estándar

| Danna Paola |                      |                                                          |          |  |
| N.º         | Título               | Escritor(es)                                             | Duración |  |
| 1.          | «Cero Gravedad»      | César Miranda, Roxzammy, Michelle Álvarez                | 3:19     |  |
| 2.          | «Más Que Amigos»     | Ha*Ash, (Ashley Grace / Hanna Nicole)                    | 3:54     |  |
| 3.          | «Todo Fue Un Show»   | Dany Tomas, Río Roma (José Luis Ortega)                  |          |  |
| 4.          | «N.U.N.C.A.»         | Claudia Brant, Tiago D'Errico, Rudy Maya                 | 3:10     |  |
| 5.          | «Cúrame (El Virus)»  | Erick Rincón, Toy Hernández, José Ariel Inzunza          | 3:58     |  |
| 6.          | «Ruleta»             | Paty Cantu, Angela Dávalos                               | 3:10     |  |
| 7.          | «Comprendo»          | Baltazar Hinojosa, Jerónimo Sada, Armando Ávila          | 3:35     |  |
| 8.          | «Labios de cereza»   | Jesse & Joy (Joy Huerta)                                 | 3:25     |  |
| 9.          | «No Puedo Olvidarlo» | Sergio Andrade                                           | 3:38     |  |
| 10.         | «Agridulce»          | Miranda, Roxzammy, Álvarez                               | 3:06     |  |
| 11.         | «Nuestro Amor»       | Dahiana Rosenblatt, Mario Iván Contreras, Daniel Ramírez | 3:15     |  |
| 38:18       |                      |                                                          |          |  |

- Edición de lujo

| Danna Paola (Edición Deluxe) |                                                      |                              |          |  |
| N.º                          | Título                                               | Escritor(es)                 | Duración |  |
| 12.                          | «No es cierto» (con Noel Schajris)                   | Noel Schajris, Leonel García | 3:45     |  |
| 13.                          | «No es cierto» (versión acústica, con Noel Schajris) | Schajris, García             | 3:46     |  |
| 14.                          | «Agüita»                                             | Javiera Mena                 | 3:39     |  |
| 49:28                        |                                                      |                              |          |  |